# Martin Kurbjuhn
Martin Kurbjuhn (* 1937 in Kassel) ist ein deutscher Schriftsteller.

## Leben
Martin Kurbjuhn zog 1965 mit seinem Freund Nicolas Born von Essen nach Berlin, wo er bis heute ansässig ist.
Martin Kurbjuhns literarisches Werk umfasst in erster Linie Hörspiele, daneben schreibt er Essays und erzählende Werke. Er erhielt u. a. 1985 ein Stipendium des Künstlerhofes Schreyahn, 1987 und 2008 ein Arbeitsstipendium für Berliner Schriftsteller, 1988 ein Alfred-Döblin-Stipendium sowie 1990 ein Stipendium der Stiftung Preußische Seehandlung.

## Werke
- Staatsgäste. Edition Mariannenpresse, Berlin-Kreuzberg 1988. ISBN 3-922510-43-4.
- Der Mann und die Stadt. Rowohlt Berlin, Berlin 1999. ISBN 3-87134-291-2.